# Bacchisa pseudobasalis
Bacchisa pseudobasalis är en skalbaggsart som beskrevs av Stefan von Breuning 1956. Bacchisa pseudobasalis ingår i släktet Bacchisa och familjen långhorningar.
Artens utbredningsområde är Burma. Inga underarter finns listade.